# Rashid Ali al-Gailani
Rashid Aali al-Gaylani (en árabe: رشيد عالي الكيلاني traducible como Sayyad Rashid Aali al-Gillani o Sayyad Rashid Ali al-Gailani) (1892-1965) fue un político de Irak que ejerció el cargo de Primer ministro del Reino de Irak e intentó, en su último mandato, un golpe de Estado para colocar a su país como aliado de la Alemania nazi en la Segunda Guerra Mundial.

## Carrera política
Nacido en Bagdad en la adinerada e influyente familia Gaylani, estudio leyes y se graduó de abogado en su ciudad natal. En 1924 empezó su carrera política en el gabinete de Yasin al-Hashimi, el primer ministro designado por los británicos tras la Primera Guerra Mundial, siendo Rashid Ali designado como ministro de Justicia. Para esa fecha Irak había dejado de ser una provincia del Imperio Otomano y se había constituido en reino independiente, pero aún era un país bajo control indirecto del Reino Unido en cuestiones políticas y militares. Tras el fin del mandato de Yasin al-Hashimi, Rashid Alí continuó en la política destacándose entre los líderes nacionalistas opuestos a la influencia británica.
El Tratado Anglo-Iraquí de 1930 otorgó al gobierno del Reino Unido el derecho de mantener bases militares en suelo iraquí y de desplazar tropas del Imperio Británico por Irak cuando lo considerase necesario. Tales acuerdos fueron considerados por muchos nacionalistas iraquíes, como Rashid Alí, una intromisión indeseable del Reino Unido en tanto podrían servir de justificación para una intervención armada en Irak. Rashid Alí logró ser elegido Primer ministro en 1933 por el rey Gazi I de Irak, aunque apenas por pocos meses. Tras la muerte de este monarca, volvió a ocupar la jefatura del gobierno en marzo de 1940, durante la regencia del príncipe 'Abd al-Ilah.

## Segunda Guerra Mundial
Durante la Segunda Guerra Mundial, Rashid Ali hizo visible su disgusto por las intromisiones británicas en la política iraquí y estableció contacto con diplomáticos de la Alemania nazi y de la Italia fascista, mientras se negaba a romper relaciones diplomáticas con las potencias del Eje y ponía obstáculos al desplazamiento de tropas británicas en el Reino de Irak, en marcado contraste con la política probritánica del príncipe 'Abd al-Ilah. Estos actos causaron represalias económicas y financieras del Reino Unido y provocaron finalmente que el regente 'Abd al-Ilah destituyera a Rashid Ali en enero de 1941, fortalecido por las noticias de los aplastantes triunfos británicos sobre las tropas italianas en el Reino de Egipto. 
Al saberse de las derrotas italianas y de la destitución de Rashid Ali, una coalición de militares y políticos antibritanicos de Irak (llamada el "Cuadrado Dorado") decidieron con Rashid Ali planear un golpe de Estado para dar muerte al regente e instaurar un nuevo gobierno favorable al Eje. Este plan fue ejecutado el 1 de abril del mismo año y así Rashid Alí volvió al gobierno aunque 'Abd al-Ilah logró huir a Basora y refugiarse en un buque británico. Esta situación causaba grandes problemas a Gran Bretaña pues Irak era un importantísimo abastecedor de petróleo, además de ser una vía de tránsito entre el Reino de Egipto y la India Británica, lo cual aumentaba su importancia estratégica. Pronto Rashid Ali intentó la rendición de las tropas británicas, pero el gobierno de Winston Churchill había preparado una fuerza de ataque previendo el empeoramiento de relaciones con el nuevo régimen de Irak.
Poco después, el 1 de mayo de 1941 empezaba la Guerra Anglo-Iraquí. El nuevo régimen iraquí pidió apoyo militar al Tercer Reich, así como a la Italia fascista, pero esta ayuda fue insuficiente para sostener la resistencia iraquí, pese a contar con los aeródromos militares de Siria controlados por la Francia de Vichy. Tras pocas semanas de lucha, las fuerzas iraquíes leales a Rashid Ali fueron vencidas por los británicos y éste huyó a Irán en los aviones alemanes sobrevivientes, y de ahí partió a Alemania junto con varios de sus seguidores.

## Últimos años
Rashid Ali vivió exiliado en Alemania estableciendo allí un gobierno en el exilio hasta el fin de la guerra, cuando huyó hacia Arabia Saudita. Solamente pudo volver a Irak después de la revuelta del 14 de julio de 1958, basada en el nacionalismo y en el socialismo árabe, que destituyó a la monarquía hachemita y anuló por completo la influencia británica en Irak. 
No obstante, al volver a Irak participó en una sublevación fallida contra el dictador Abdul Karim Qasim. Primero condenado a muerte, Rashid Ali fue indultado y partió de nuevo al exilio en Líbano, muriendo en Beirut en 1965.